# جاك لانغ
جاك لانغ (بالفرنسية: Jack Lang) (و. 1939  م) هو سياسي فرنسي، هو عضوٌ في الحزب الاشتراكي.

## مناصب
تولى منصب نائب فرنسي (20 يونيو 2007–19 يونيو 2012)
- نائب فرنسي (19 يونيو 2002–19 يونيو 2007)
- Minister of National Education in France  [لغات أخرى]‏ (27 مارس 2000–5 مايو 2002)
- نائب فرنسي (12 يونيو 1997–27 أبريل 2000)
- عضو في البرلمان الأوروبي (19 يوليو 1994–31 يوليو 1997)[9]
- نائب فرنسي (2 أبريل 1993–9 ديسمبر 1993)
- رئيس بلدية (20 مارس 1989–2000)
- نائب فرنسي (23 يونيو 1988–28 يوليو 1988)
- وزير الثقافة في فرنسا ‏ (13 مايو 1988–2 أبريل 1992)
- نائب فرنسي (2 أبريل 1986–14 مايو 1988)
- عضو مجلس جهوي.

## التعليم
تعلم في معهد الدراسات السياسية بباريس (حتى 1961)، وجامعة لورين.

## جوائز
حصل على جوائز منها:
- نيشان جوقة الشرف من رتبة ضابط (2015)[9]
- وسام منع الإساءة للحيوانات  [لغات أخرى]‏
- نيشان شمس البيرو من رتبة ضابط أعظم.

## وصلات خارجية
- جاك لانغ على موقع IMDb (الإنجليزية)
- جاك لانغ على موقع مونزينجر (الألمانية)
- جاك لانغ على موقع ألو سيني (الفرنسية)
- جاك لانغ على موقع قاعدة بيانات الفيلم (الإنجليزية)

- جاك لانغ في قاعدة بيانات الأفلام على الإنترنت